# Trebel (Wendland)
Trebel is een gemeente in de Duitse deelstaat Nedersaksen. De gemeente maakt deel uit van de Samtgemeinde Lüchow (Wendland) in het Landkreis Lüchow-Dannenberg. Trebel telt 983 inwoners.

## Gemeentelijke samenstelling
De gemeente Trebel werd ten gevolge van een gebiedsherindeling in 1972 uit negen, tot dan toe zelfstandige, gemeenten samengesteld en bestaat uit de volgende dorpen:
- Dünsche
- Gedelitz
- Groß Breese
- Liepe
- Marleben
- Nemitz
- Pannecke
- Tobringen
- Vasenthienkansel

## Bezienswaardigheden,  natuurschoon
- De 12e- of 13e-eeuwse evangelisch-lutherse dorpskerk van Trebel heeft een bezienswaardig  interieur.  Daartoe behoort het uit 1777 daterende kerkorgel, van de hand van de regionaal beroemde orgelbouwer Johann Georg Stein, het doopvont en de kansel.
- De gemeente is rijk aan natuurschoon. Er liggen verscheidene heide-, bos-  en veengebieden,  die onder natuurbescherming  staan.

## Galerij

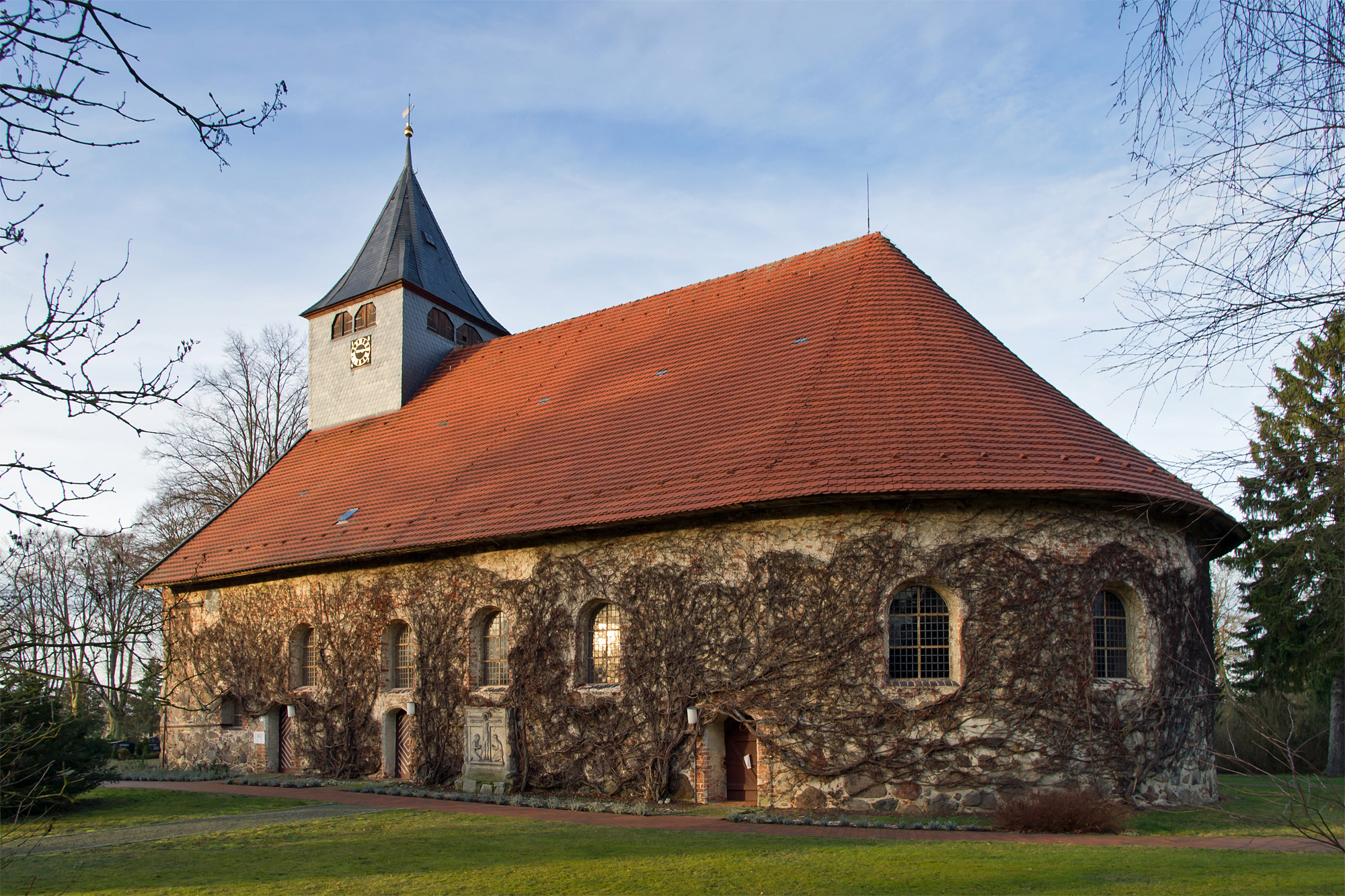
13e-eeuwse dorpskerk (Feldsteinkirche) te Trebel
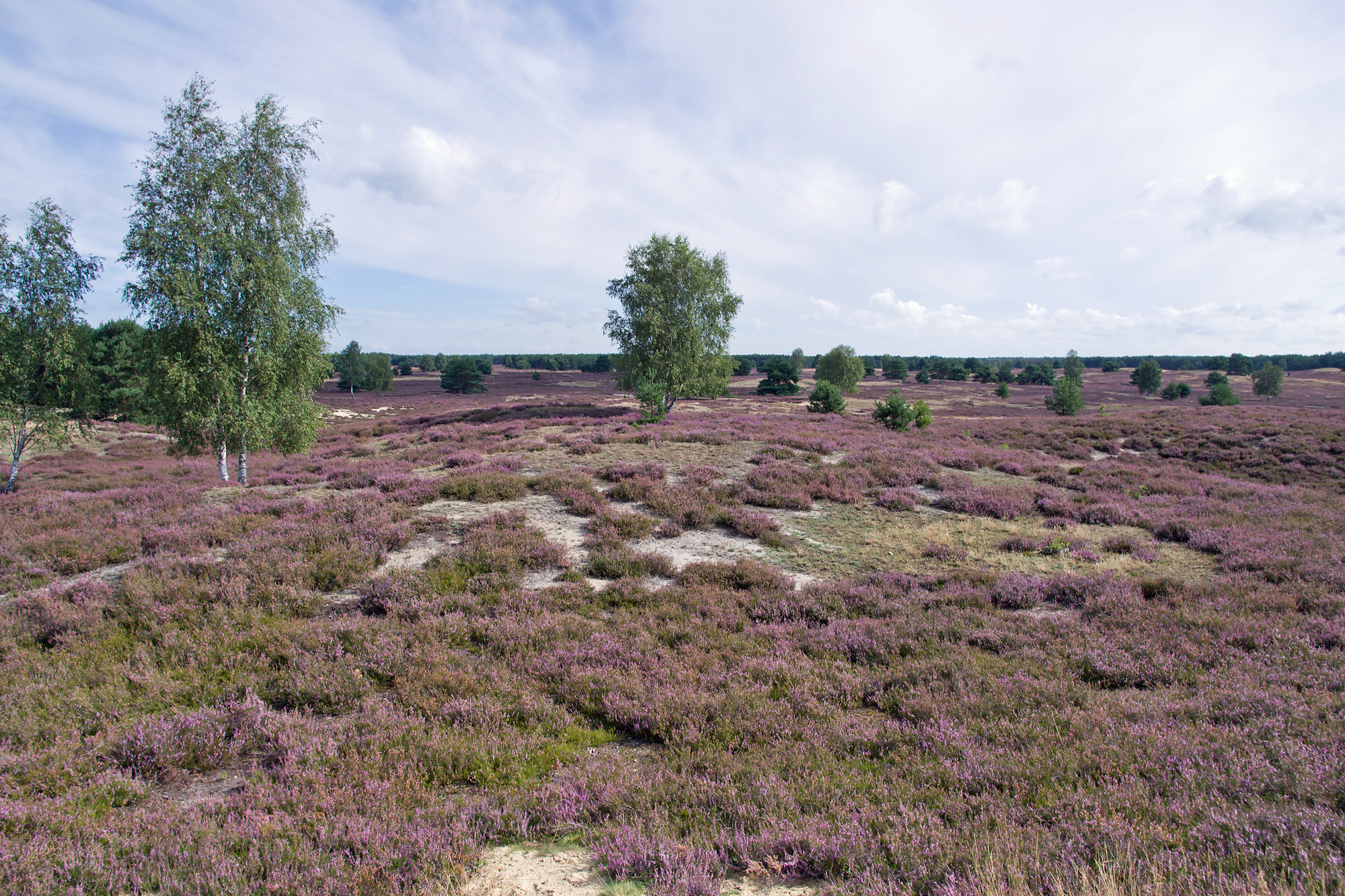
Nemitzer Heide
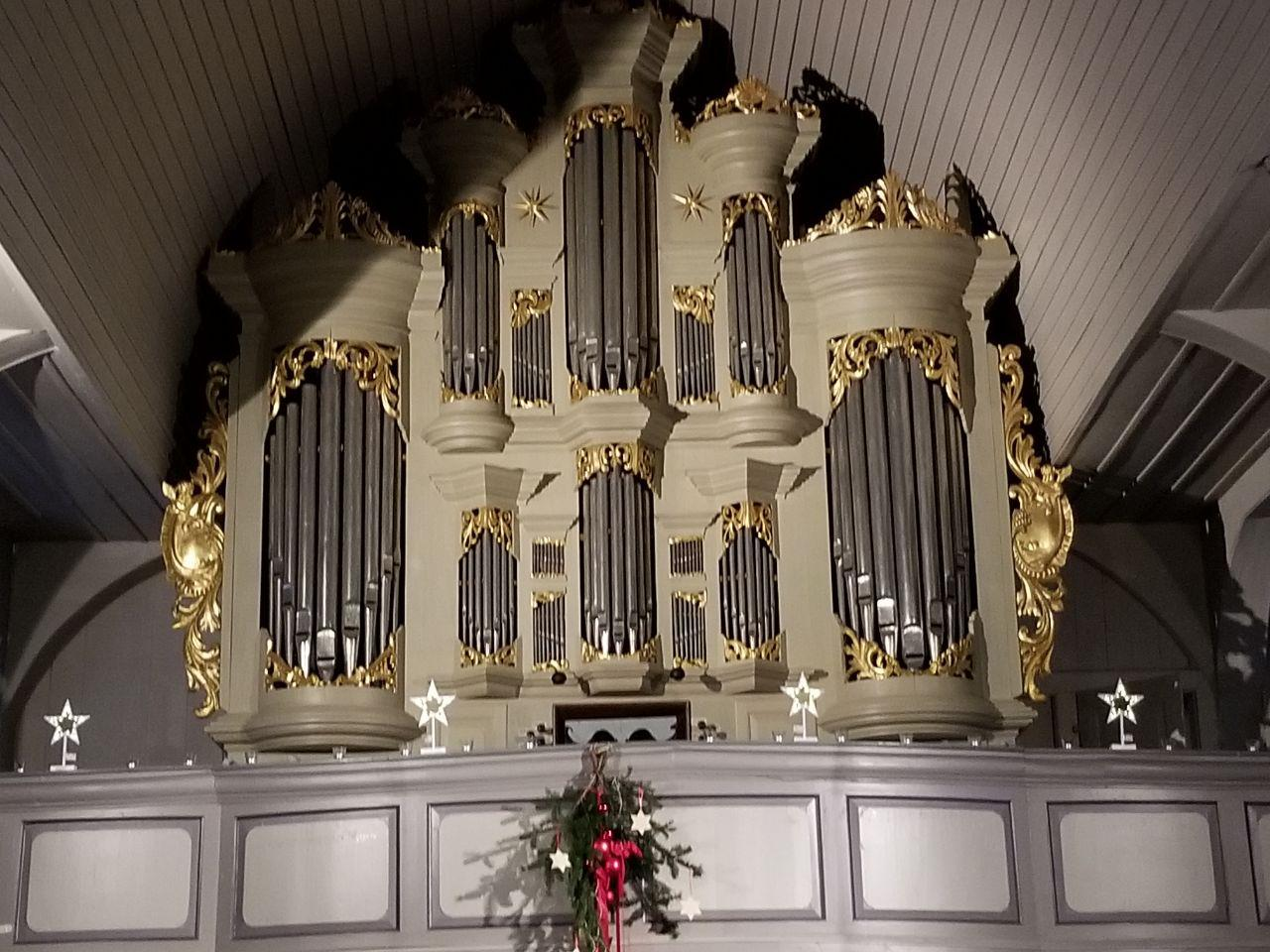
Orgelkast kerkorgel Trebel (1777)
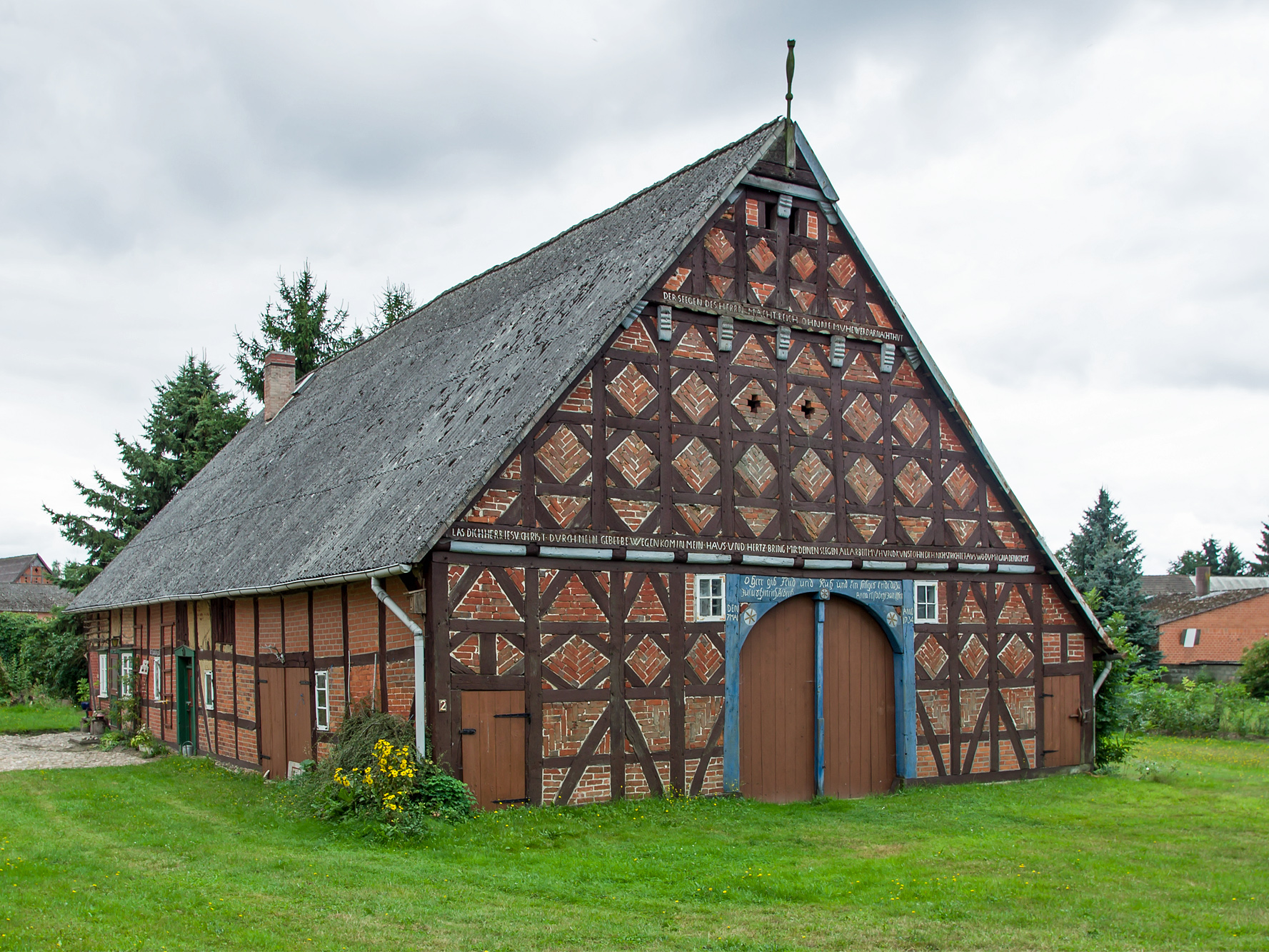
Vakwerkhuis anno  1734 te Dünsche

- Gemeinsame Normdatei: 4691641-6
- Virtual International Authority File: 50145424517786831375

Bergen an der Dumme · 
Clenze · 
Damnatz · 
Dannenberg · 
Gartow · 
Göhrde · 
Gorleben · 
Gusborn · 
Hitzacker · 
Höhbeck · 
Jameln · 
Karwitz · 
Küsten · 
Langendorf · 
Lemgow · 
Lübbow · 
Lüchow · 
Luckau · 
Neu Darchau · 
Prezelle · 
Schnackenburg · 
Schnega · 
Trebel · 
Waddeweitz · 
Woltersdorf · 
Wustrow · 
Zernien